# Saison 3 de FBI : Portés disparus
Chronologie
Saison 2 Saison 4
Cet article présente les résumés des épisodes de la troisième saison de la série télévisée FBI : Portés disparus (Without a Trace).

## Distribution

### Acteurs principaux
- Anthony LaPaglia (VF : Michel Dodane) : John Michael « Jack » Malone
- Marianne Jean-Baptiste (VF : Pascale Vital) : Vivian « Viv » Johnson
- Poppy Montgomery (VF : Rafaele Moutier) : Samantha « Sam » Spade
- Enrique Murciano (VF : Olivier Jankovic) : Danny Taylor, né Alvarez
- Eric Close (VF : Guillaume Lebon) : Martin Fitzgerald

### Acteurs récurrents  et invités
- Laura Marano : Kate Malone (épisodes 1, 4 et 10)
- Vanessa Marano : Hanna Malone (épisodes 1, 4 et 10)
- Talia Balsam : Maria Malone (épisodes 1 et 10)
- Iyari Limon : Luisa Cruz (épisode 1)
- Bill Smitrovich : Alexander Olczyk (épisodes 2 et 8)
- Audrey Marie Anderson : Colleen McGrath (épisodes 6 et 7)
- Martin Landau (VF : Pierre Hatet) : Frank Malone (épisodes 10 et 22)
- Joseph C. Phillips (en) : Marcus Johnson (épisodes 18, 19 et 23)
- Alex Fernandez (en) : Rafael Alvarez (épisode 21)
- Iyari Limon : Louisa Cruz (épisode 1)
- Chris Owen : Trent Barker (épisode 1)
- Francis Capra : Tito Cruz (épisode 1)
- Max Martini : Nathan Grady / Henry (épisode 2)
- Raphael Sbarge : Leo Cota (épisode 3)
- T.J. Thyne : Duncan (épisode 3)
- Andrew Robinson : Carl Monroe (épisode 4)
- Elizabeth Berkley : Lynette Shaw (épisode 5)
- Cristine Rose : Irène Shaw (épisode 5)
- Evan Handler : Bruce Caplan (épisode 5)
- Sung Kang : Deke (épisode 7)
- Jack Coleman : Roy Ducek (épisode 9)
- Brooke Nevin : Nell Clausen (épisode 11)
- Dean Norris : Tim Orley (épisode 12)
- Corey Reynolds : Damon Ferris (épisode 12)
- Elizabeth Pena : Rosie Diaz (épisode 14)
- Jon Huertas : Luis Alvarez (épisode 14)
- Kali Rocha : Liz Murray (épisode 15)
- Kirsten Nelson : Mme MacPherson (épisode 15)
- John Krasinski : Curtis Home (épisode 20)
- Michael J. Willett : Aaron en 2005 (épisode 20)
- David Costabile : Scott Asher (épisode 21)
- Anthony LaPaglia : John Michaels (épisode 22)
- Michelle Krusiec : Ariel (épisode 22)
- Veronica Cartwright : Susan (épisode 22)
- Anna Belknap : Paige Hobson (épisode 23)
- Charles Mesure : Emil Dornvald (épisode 23)

## Épisodes

### Épisode 1:Dans le noir
- États-Unis : 23 septembre 2004 sur CBS[1]

- Angela Goethals (Kelly Corcoran)
- Iyari Limon (Louisa Cruz)
- Chris Owen (Trent Barker)
- Mary Mara (Mrs. Corcoran)
- Paul Schulze (Mr. Corcoran)
- Talia Balsam (Maria Malone)
- Gary Carlos Cervantes (Mr. Cruz)
- Francis Capra (Tito Cruz)
- Timothy Busfield (Ed Felder)
- Brooks Almy (Mrs. Barker)
- Vanessa Marano (Hanna Malone)
- Laura Marano (Kate Malone)

### Épisode 2:Tu ne tueras point
- États-Unis : 7 octobre 2004 sur CBS

- Clare Carey (Maureen Grady / Lillian)
- Max Martini (Nathan Grady / Henry)
- Jesse Head (Luke Grady)
- Bill Smitrovich (Alexander Olczyk)
- Fay Hauser (Donna Chin)
- Amanda Carlin (Annie Waldach)
- Suzanne Santo (Natalie Genjingian)
- Scott Haven (Earl Ridgeway)

### Épisode 3:À des années lumières
- États-Unis : 14 octobre 2004 sur CBS

- David Eigenberg (Teddy Cota)
- Margaret Easley (Sonya Trammel)
- Raphael Sbarge (Leo Cota)
- Navi Rawat (Ms. Tompkeller)
- Joseph Hodge (Pat Burke)
- T.J. Thyne (Duncan)
- Timothy Busfield (Ed Felder)
- Ivar Brogger (Dr. Bedford)

### Épisode 4:Les Coupables et les Innocents
- États-Unis : 21 octobre 2004 sur CBS

- Chad Lowe (Lawrence Pierce)
- Susan Floyd (Terri Pierce)
- Andrew Robinson (Carl Monroe)
- Anthony DeSando (Anthony DeBellis)
- Esperanza Catubig (June Ojeda)
- Amy Hill (Pacita Ojeda)
- Jennifer Aquino (Aday Ojeda)
- Patricia Belcher (Georgia Reston)
- Nick Toren (Nat)
- Clea Montville (Andrea)

### Épisode 5:La Déesse américaine
- États-Unis : 28 octobre 2004 sur CBS

- Elizabeth Berkley (Lynette Shaw, après transformation)
- Cristine Rose (Irene Shaw)
- Evan Handler (Bruce Caplan)
- Stephanie Courtney (Lynette Shaw)
- J.D. Walsh (Paul)
- Aaron Lustig (Thaddeus)
- Brennan Elliott (le propriétaire du restaurant)
- Katharine Powell (Angie Bowman)

### Épisode 6:Engrenages1/2
- États-Unis : 4 novembre 2004 sur CBS

- Audrey Marie Anderson (Colleen McGrath)
- Carol Locatell (Mrs. Reese)
- Tim Kelleher (Duane Burdick)
- Jim Ortlieb (Claude Cleary)
- Christopher Cousins (Ted Fortman)
- Ben Bode (Dr. Evans)
- Chane't Johnson (Nora Wozniak)
- Faline England (Lori Schram)
- Geoff Meed (John Burns)
- Cathryn de Prume (Jeanette Maris)

### Épisode 7:Engrenages2/2
- États-Unis : 11 novembre 2004 sur CBS

- Audrey Marie Anderson (Colleen McGrath)
- Carol Locatell (Mrs. Reese)
- Tim Kelleher (Duane Burdick)
- Jim Ortlieb (Claude Cleary)
- Christopher Cousins (Ted Fortman)
- Ben Bode (Dr. Evans)
- Chane't Johnson (Nora Wozniak)
- Faline England (Lori Schram)
- Geoff Meed (John Burns)
- Lilli Birdsell (la mère de Samantha)
- Cathryn de Prume (Jeanette Maris)
- Jerry Kernion (Howie)
- Sung Kang	(Deke)
- Jerry O'Donnell (Les)

### Épisode 8:Le Dominant et le dominé
- États-Unis : 18 novembre 2004 sur CBS

- Tony Goldwyn (Greg Knowles / Rick Knowles)
- Todd Louiso (Ned Atkins)
- Jane Fleiss (Molly Petrovich)
- Bill Smitrovich (Alexander Olczyk)
- Claudette Nevins (Cathy Payton)
- John Cothran (Peter Smalley)
- Susan Merson (Sheila)

### Épisode 9:Procès
- États-Unis : 25 novembre 2004 sur CBS

- Josef Sommer (Peter Ducek)
- Madison Mason (Albert Mayhew)
- Jack Coleman (Roy Ducek)
- George Wyner (le juge Francis Whitmire)
- John Kapelos (Ezra Hafetz)
- Joel Brooks (Fred Cohen)
- Linda Gehringer (Dr. Marla Rebel)

### Épisode 10:Malone contre Malone
- États-Unis : 9 décembre 2004 sur CBS

- Scott Cohen (Bernie Scoggins)
- Talia Balsam (Maria Malone)
- Timothy Busfield (Ed Felder)
- Teresa Parente (Doris Malone)
- Martin Landau (Frank Malone)
- Vanessa Marano (Hanna Malone)
- Laura Marano (Kate Malone)

### Épisode 11:Un avenir brillant
- États-Unis : 6 janvier 2005 sur CBS

- Gia Carides (Stephanie Patterson)
- Michelle Horn (Tara Patterson)
- Brooke Nevin (Nell Clausen)
- Brian Skala (Ryan Barrett)
- Kathrine Narducci (infirmière)
- Alanna Boatright (Maddy)
- Kayla Mae Maloney (Gwen)
- Joey Gray (Gavin)
- Nathan Anderson (Dr. Luke Jamison)

### Épisode 12:Repentirs
- États-Unis : 13 janvier 2005 sur CBS

- Jeremy Davidson (James 'Mac' MacAvoy)
- Anne Ramsay (Laura MacAvoy)
- Billy Lush (Randell Bowen)
- Dean Norris (Officier Tim Orley)
- Jenny Gago (Warden Hilary Gutierrez)
- Dave Florek (Professeur)
- Cyril O'Reilly (Kansas Dowel)
- Andrew Bryniarski (Beast)
- Damien Leake (Chaplain)
- Corey Reynolds (Damon Ferris)

### Épisode 13:Un lieu sûr
- États-Unis : 3 février 2005 sur CBS

- Vincent Angell (Daniel Norville)
- Christine Tucci (Kate Norville)
- Dyllan Christopher (Ian)
- Hayden McFarland (Elliot Norville)
- Shannon Cochran (Dr. Witmer)
- Vincent Guastaferro (Mr. Barstatis)
- Shaheen Vaaz (Anu Singhal)
- Lennie Loftin (John Sewall / John Larabee)
- Juliette Jeffers (Miss Laura)

### Épisode 14:Écart de conduite
- États-Unis : 10 février 2005 sur CBS

- Elizabeth Peña (Rosie Diaz)
- Jowharah Jones (Shantel)
- Jon Huertas (Luis Alvarez)
- Rob Moran	(Scott)
- Hillary Tuck (Becky)
- Jowharah Jones (Shantel)
- Jessie Usher (Malcolm)
- Edward Edwards (en) (Dr. Marsh)
- Lombardo Boyar (Jorge Hernandez)
- Pat Healy (Mark Ryan)
- Ivonne Coll (Concebida Hernandez)
- Bob Morrisey (Tom King)

### Épisode 15:Riche, belle et célèbre
- États-Unis : 17 février 2005 sur CBS

- Sofia Sokolov (Chelsea Prince)
- Kali Rocha (Liz Murray)
- Joshua Harto (Doug Reinecker)
- Rick Pasqualone (Tony)
- Marc Casabani (B. Monsour)
- Kirsten Nelson (Ms. MacPherson)
- Sara Botsford (Roberta Kanner)

### Épisode 16:Chasse à l'homme
- États-Unis : 24 février 2005 sur CBS

- Dylan Baker (Brian Stone)
- Masam Holden (Mike Gerard)
- Grace Phillips (Lynn Gerard)
- Patrick Cassidy (Paul Gerard)
- Bruce Gray (Mr. Haines)
- Chelsea Field (Deborah Stone)
- Cheryl Francis Harrington (Belinda)

### Épisode 17:Immersion
- États-Unis : 10 mars 2005 sur CBS

- Lochlyn Munro (Lance Hamilton)
- Bridget Flanery (Beth Norwood)
- Alexia Landeau (Valerie Serbanesco)
- Jon Polito (Jimmy 'The Tooth' Fusco)
- Michael Harney (Detective Roberts)
- Alex Sol (Leo Pelosi)
- Audrey Wasilewski (Olivia Daniels)

### Épisode 18:Transitions
- États-Unis : 31 mars 2005 sur CBS

- Sandra Nelson (Stephanie Healy)
- Jamie McShane (Robert Healy)
- Margaret Welsh (Beverely Eastman)
- Dale Midkiff (Eddie Ferguson)
- Eileen Ryan (Maura O'Connell)
- Kevin Rankin (Larry Schneider)
- Michael Fairman (Thomas Healy)
- Sandy Martin (Iris Healy)
- Stephanie Venditto (Dr. Lisa Harris)
- Joseph C. Phillips (Marcus Johnson)

### Épisode 19:Extra lucide
- États-Unis : 14 avril 2005 sur CBS

- Natacha Roi (Rebecca)
- Alexandra Lydon (Agnes Deschamps)
- Bill Brochtrup (Edgar)
- Andrew Hawkes (Greg)
- K Callan (Luanne Countryman)
- John Dennis Johnston (Patrick Orton)
- Karen Austin (Hilda)
- Victor Raider-Wexler (Mr. Keoneke)
- Joseph C. Phillips (Marcus Johnson)
- Jamison Yang (Dr. Ehling)

### Épisode 20:Le Coupable idéal
- États-Unis : 4 mai 2005 sur CBS

- Ashley Rose (Daisy Thorpe)
- John Krasinski (Curtis Horne)
- Lindsey Ginter (Sheriff Paddon)
- Dwier Brown (Matt Thorpe)
- Cynthia Ettinger (Cassie Thorpe)
- Michael J. Willett (Aaron 2005)

### Épisode 21:Voie de garage
- États-Unis : 5 mai 2005 sur CBS

- Alex Fernandez (Rafael Alvarez)
- Marisol Ramirez (Sylvia Marquez)
- Angelo Pagan (Nelson Marques)
- Reynaldo Gallegos (Luis Vega)
- David Costabile (Scott Asher)
- Mik Scriba (Tim Petersen)
- William O'Leary (Carey Chase)
- Stephanie Venditto (Dr. Lisa Harris)
- Ciro Suarez (le père de Danny et Rafi)
- Bobby Chavez (Nickie Alvarez)

### Épisode 22:John Michaels
- États-Unis : 12 mai 2005 sur CBS

- Anthony LaPaglia (John Michaels)
- Susan Misner (Helen / Hope)
- Michael Cudlitz (Freddy Katan)
- Rosemary Forsyth (Martha Scoggins)
- Sarah Brown (Katherine Michaels)
- Michelle Krusiec (Ariel)
- Veronica Cartwright (Susan)
- Martin Landau (Frank Malone)

### Épisode 23:Fin de partie
- États-Unis : 19 mai 2005 sur CBS

- Anna Belknap (Paige Hobson)
- Jason George (Adisa Teno)
- Charles Mesure (Emil Dornvald)
- Lisa Sheridan (Beth Hobson)
- Joseph C. Phillips (Marcus Johnson)
- Shontae Saldana (Julia Gomez)
- Ben Livingston (Dr. Bratton)